# Astrid Kristiansen
Astrid Kristiansen (* 17. Dezember 1958) ist eine ehemalige norwegische Fußballspielerin und Skilangläuferin, die im Fußball fünfmal den NM-Cup und im Skilanglauf (Staffel) die nationale Meisterschaft gewann.

## Karriere

### Vereine
Kristiansen spielte im Seniorinnenbereich ausschließlich für den Mehrspartensportverein Idrottslaget i Bondeungdomslaget (dt. Sportmannschaft der Bauernjugend). Mit der Fußballabteilung gewann sie mit den Pokalsiegen in den Spieljahren 1978, 1979, 1980, 1982 und 1983 – die als (Pokal)-Meisterschaft gewertet werden – auch (in Turnierform) die Meisterschaft, da diese erst ab der Spielzeit 1984 offiziell und im Ligasystem für Frauen ausgerichtet wurde.

### Nationalmannschaft
Kristiansen bestritt am 7. Juli 1978 im Alter von 20 Jahren ihr erstes Länderspiel in der Begegnung mit der Nationalmannschaft Schwedens, die in Kolding mit 1:2 im ersten Spiel des Turniers um die Nordische Meisterschaft, verloren wurde. Bei der ersten Teilnahme der Nationalmannschaft Norwegens wurde sie auch in den weiteren Begegnungen mit den Nationalmannschaften Dänemarks und Finnlands eingesetzt, die seit der Premiere alle drei 1974 stets vertreten waren. Im Folgeturnier wurde sie ebenfalls in allen drei Spielen berücksichtigt, wobei ihr am 8. Juli 1979 in Oslo im letzten Turnierspiel bei der 2:4-Niederlage gegen die Nationalmannschaft Dänemarks mit dem Treffer zur 1:0-Führung in der fünften Minute ihr einziges Länderspieltor gelang. Das Spieljahr 1979 schloss sie in Italien ab. Ihre Mannschaft war der Einladung zur Inoffiziellen Europameisterschaft nachgekommen. Sie wurde am 20. und 22. Juli in Neapel beim 4:1-Sieg über die Nationalmannschaft Nordirlands und bei der 1:2-Niederlage gegen die Nationalmannschaft Italiens eingesetzt. Im Spieljahr 1980 bestritt sie alle vier terminierten Länderspiele, zunächst im Juli die drei Spiele im Turnier um die Nordische Meisterschaft sowie ein am 8. November in Poissy mit 3:0 gewonnenes Freundschaftsspiel gegen die Nationalmannschaft Frankreichs, gegen die ihre Mannschaft ihre Premiere hatte. Bei den zehn terminierten Länderspielen im Spieljahr 1981 kam sie abermals vier zum Einsatz, beginnend mit dem am 23. Mai in Moss mit 3:0 gewonnenem Freundschaftsspiel gegen die Schweizer Nationalmannschaft an- und abschließend mit ihren Berücksichtigungen in allen drei Turnierspielen um die Nordische Meisterschaft. Mit der 2:3-Niederlage gegen die Nationalmannschaft Finnlands am 19. Juli in Helsinki trug sie letztmals das Trikot für den NFF. Bei ihren vier Teilnahmen belegte sie mit ihrer Mannschaft, bis auf die Turnierteilnahme 1980, stets und ohne Sieg den letzten Platz. 

## Erfolge
Nationalmannschaft
- Dritter Nordische Meisterschaft 1980

IL i Bul
- Norwegischer Pokal-Meister 1978, 1979, 1980, 1982, 1983

## Sonstiges
Ihr Verein war ein Mehrspartensportverein und bot u. a. auch Skilanglauf an. Diesen übte Kristiansen ebenfalls aus und auch mit Erfolg – 1976 wurde sie in/mit der Staffel (mit Grete Kummen und Birgit Øverby) Norwegischer Meister.